# Gonomyia mascarena
Gonomyia mascarena är en tvåvingeart som beskrevs av Alexander 1921. Gonomyia mascarena ingår i släktet Gonomyia och familjen småharkrankar.
Artens utbredningsområde är Réunion. Inga underarter finns listade i Catalogue of Life.